# Glamping

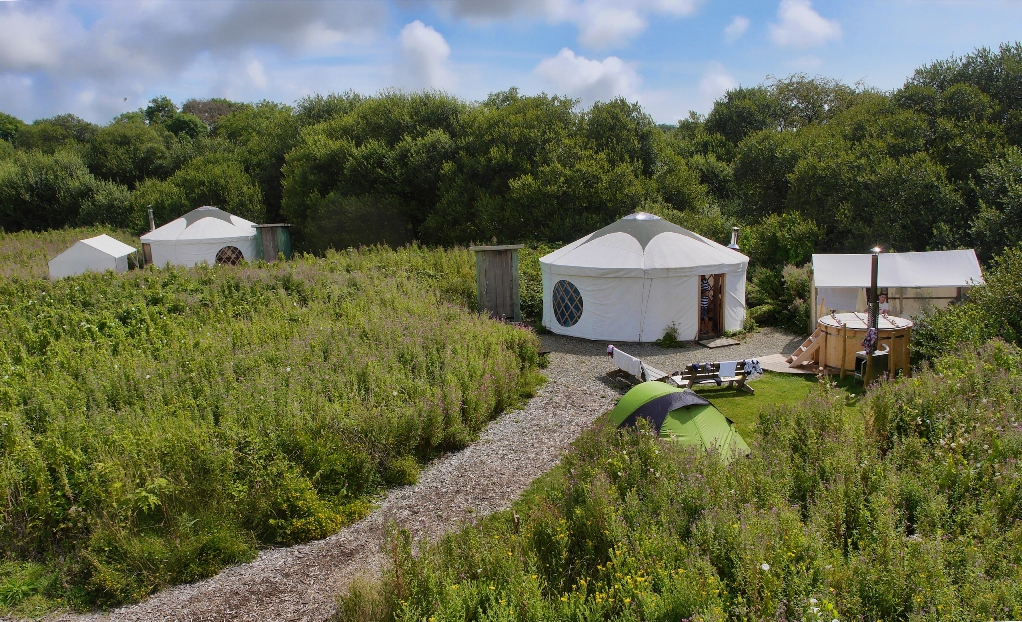
Un "pueblo" de glamping con yurtas semipermanentes, caminos de grava y un jacuzzi

Glamping, glampin o campin de lujo es un  servicio de acampar al aire libre con instalaciones de lujo. El término, acuñado en Gran Bretaña en 2005, es una fusión de las palabras glamour y camping. El servicio se promociona como una forma de disfrutar de la naturaleza en una acampada con la comodidad de alojamientos más sofisticados.
Este enfoque busca minimizar cualquier impacto, preservando el entorno natural sin alterarlo, manteniendo un equilibrio sostenible. 

## Definición

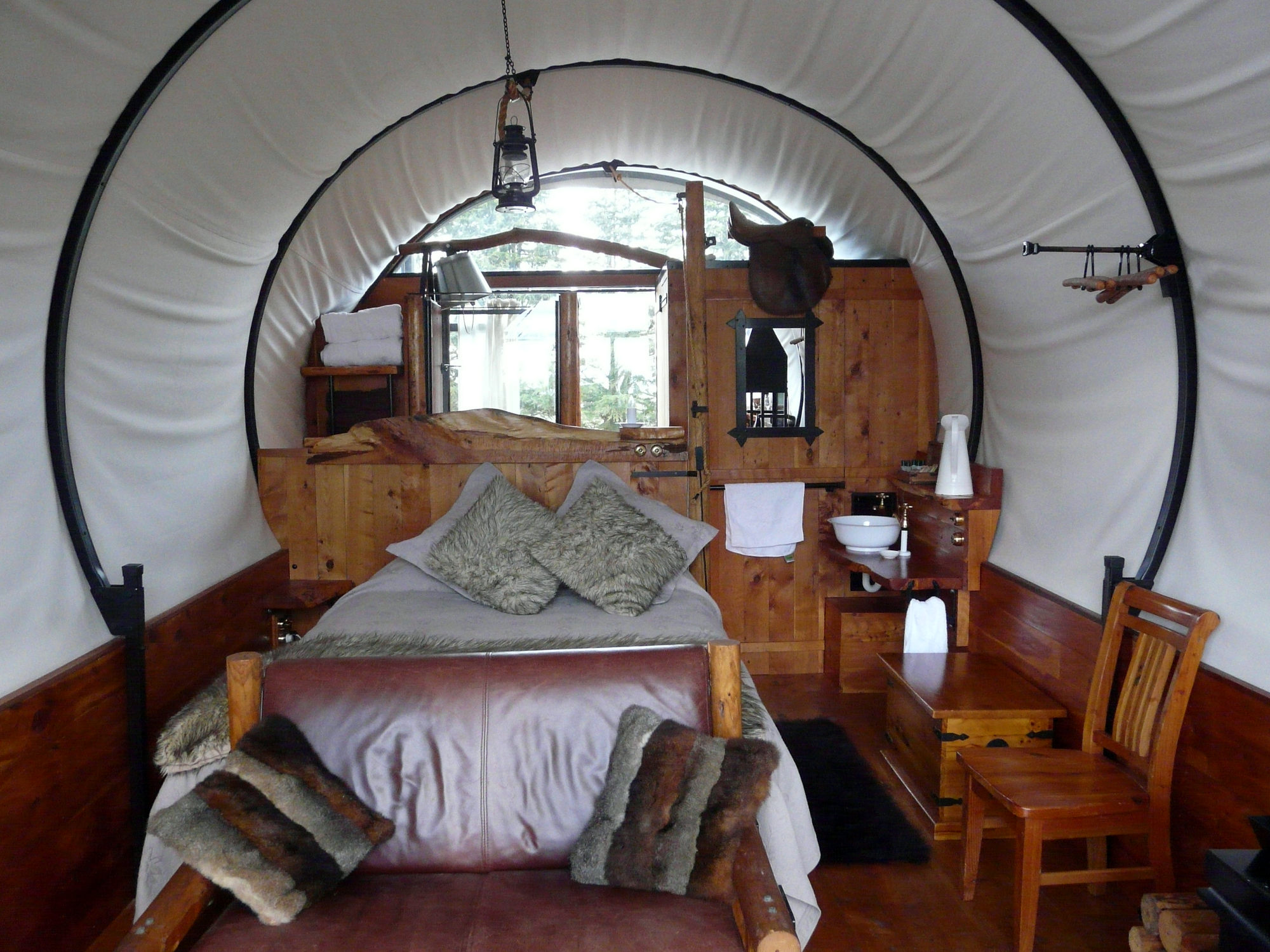
Interior de una cabaña de un Glamping.

Glamping, llamado también camping con comodidades, boutique camping, luxury camping, comfy camping e incluso posh campinnterior de g es una variante del turismo de naturaleza que ofrece al viajero estar en contacto directo con el medio sin rehusar del confort y el bienestar. Los alojamientos de glamping se encuentran siempre al aire libre, y muy frecuentemente, dentro de parque nacionales, en zonas montañosas, campos, bosques, selvas, desiertos o extensos jardines. Cada glamping cuenta obligatoriamente con una cama (muy a menudo king size), un baño privado, servicios exclusivos y una zona de relax para apreciar la naturaleza que le rodea.

## Historia deglamping
El término glamping fue acuñado a finales del siglo XIX por exploradores británicos como Gordon Laing, Verney Lovett Cameron o David Livingstone, que abrieron las puertas del turismo al continente africano. 
Incluso mucho antes, durante la época de los monarcas y sus reinos, los reyes que viajaban llevaban consigo una gran cantidad de artículos para montar campamentos que competían en lujo con los palacios.
Aún más atrás, alrededor del año 200 a. C., los otomanos también transportaban tiendas de campaña lujosamente decoradas con bordados de oro, alfombras y muebles para que el sultán pudiera viajar cómodamente.
Con el tiempo, estas prácticas han evolucionado hasta convertirse en lo que hoy conocemos como glamping, una tendencia en crecimiento que representa una nueva forma de turismo.
Los Otomanos ya utilizaban las tiendas de campaña para ceremonias culturales. Las primeras tiendas transportables fueron construidas para la comodidad del Sultán durante sus viajes. Los tejidos de seda, bordados, alfombras y valiosos muebles son aportaciones otomanas al concepto del glamping que conocemos hoy en día.

### Edad Media en Asia Central
Las primeras descripciones de palacios móviles aparecieron a mano de los europeos que viajaron a Asia Central durante la Edad Media. Las tiendas, que inicialmente fueron usadas como simples refugios por los pueblos nomádas, rápidamente se convirtieron en verdaderas obras de arte. En la época de Gengis Kan —el conquistador mongol— (siglo XII-XIII), las lujosas tiendas se ganaron el apodo de "palacios móviles" (movable palaces). El considerable tamaño de cada una de ellas impresionaba aún más si se trataba de imperial camps, acampadas imperiales que no solo juntaban miles sino hasta en ocasiones decenas de miles de tiendas. Los imperial camps incluían varias mezquitas, a modo de una ciudad. Las decoraciones de las tiendas-palacios mogolas dependían del gusto personal de su dueño y de la cantidad de dinero invertida en su construcción, pero las características comunes eran, indudablemente, los trabajos textiles, sus bordados dorados y el impresionante colorido de sus interiores.

### Uso ceremonial en China
El uso ceremonial más destacado de la historia del glamping se observó en China, debido a su frontera en Asia Central. Existen pinturas del siglo XI mostrando a la Emperatriz Song dando a luz en una grandiosa tienda-palacio, rodeada de cuarenta y ocho tiendas más pequeñas.

### Expansión hacia Turquía y la India
Durante las sucesivas conquistas del Imperio Mogol, las tiendas-palacios evolucionaban junto con los pueblos invadidos por los emperadores. Desde aproximadamente el siglo XIV la tienda mogola formaba ya parte de las vida cortesana en Turquía y en la India. En Turquía, las lujosas tiendas se convirtieron en una parte vital del Imperio Otomano. Las tiendas desempeñaban un papel importante en ceremonias diversas y eran un punto esencial en el equipamiento de esta sociedad, como influencia de su pasado nómada. Su importancia se puede observar en las cifras del personal necesario para instalar cada una de ellas: en el siglo XV eran 38 hombres responsables de su montaje, en el siglo XVII esta cifra asciende a 2000 personas. El impresionante colorido de las tiendas-palacios no servía solamente para satisfacer al sultán. El color marcaba la jerarquía de las tiendas de esta sociedad altamente militarizada: así el rojo, por ejemplo fue reservado para el sultán y los altos cargos militares.
Debido al duro clima de gran parte del territorio otomano, las tiendas —alojamientos, a diferencia de las tiendas ceremoniales— se hacían con dos capas donde la externa, compuesta por un material muy grueso y carente de decoración, cumplía la función de proteger contra el mal tiempo, mientras la capa interna tenía una finalidad estética, sorprendiendo con su elaborado diseño.
En la India, ocurrió algo totalmente inverso. Las tiendas-palacios llegaron aquí en la época del emperador Babur (siglo XVI) quien fundó el Imperio Mogol en la India. En su cálido clima, la pesada capa externa que caracterizaba los palacios otomanes desapareció y fue suplantada por una fina marquesina o voladizo. Para su peculiar diseño, aunque igual de colorido y lujoso, se encargaban telas de China, Anatolia y Europa. La llegada de estas tiendas a la India cambió no solamente su apariencia, sino sobre todo la ubicación de estas. Las yurtas indias se construían habitualmente rodeadas de la naturaleza, de tal forma que ella misma formaba parte de su diseño. Tanto si se trataba de los extensos jardines como de maravillas de la naturaleza salvaje, una yurta india siempre contaba con espectaculares vistas, algo que se ha mantenido hasta hoy en día.

### Expansión hacia Europa: Francia y Gran Bretaña
Los europeos, ya desde la Edad Media, miraban con admiración hacia los palacios móviles de emperadores orientales. De hecho, gracias a sus testimonios podemos reproducir ahora el diseño que caracterizaba estas obras del arte otomano o mogol. El embajador español Ruy González de Clavijo plasmó su asombro en el libro Embajada a Tamorlán (1406), el rey polaco Juan III Sobieski describió con detalle las innumerables tiendas que vio durante la Batalla de Viena en una carta para su mujer (1683) y Sir Thomas Roe, el embajador inglés, paró en detalles cómo las paredes pintadas a mano o preciosas telas bordadas en rojo. No es de extrañar que esta fascinación de los europeos se tradujese a las tiendas-palacios levantadas para los reyes occidentales, copia del estilo oriental. Así, en Francia, Luis XIV podía presumir no solamente del Palacio de Versalles, sino también de otro: móvil y al estilo otomano.
Los británicos, al descubrir el legado mogol en la India, incorporaron estas tiendas a sus propias ceremonias. En 1876, la Reina Victoria utilizó una de las shamianas indias para su coronación como Emperatriz de la India. Siguiendo el simbolismo otomano, la ceremonia tuvo lugar en una impresionante tienda de color rojo.

### Safari en África
El glamping resurgió de nuevo entre el siglo XIX y XX, junto con las primeras expediciones de americanos y europeos por África. Se cita a Gordon Laing, Verney Lovett Cameron y a David Livingstone como los exploradores británicos que propiciaron el turismo por el continente africano, tal y como lo entendemos hoy en día. Los viajeros de América y Europa, acostumbrados a ciertas comodidades en sus países, unieron la naturaleza africana con los avances occidentales. Sus tiendas de safari contaban con camas de tamaño king-size, lujosas sábanas, alfombras persas, mobiliario de época y, sobre todo, numeroso personal esperando satisfacer las órdenes de adinerados viajeros. Esta concepción del glamping es lo más parecido a la tendencia actual.

## Tipología
Una de las principales características de los sitios glamping es su originalidad, si bien es posible clasificarlos según el tipo de alojamiento que ofrecen.

### Eco-lodge
Un eco lodge es una cabaña de material orgánico (normalmente madera), adaptada a todo tipo de lugares, especialmente extendido en lugares como las montañas, las selvas o la sabana. Originalmente, el lodge era una morada pequeña construida como una casa de temporada.

### Tiendas de lona
Tiendas de lona, carpas o canvas pueden ser fijas o móviles. Este alojamiento es lo más parecido a la idea del camping tradicional.

### Yurta
Yurta es una tienda de campaña utilizada por los nómadas en las estepas de Asia Central. Las yurtas actuales conservan su forma cilíndrica y mantienen sus distintas partes: recubrimiento, anillo, jana (las paredes), puerta, vigas y cortina. Los materiales de construcción han evolucionado junto con las mejoras tecnológicas del momento. Actualmente, las yurtas son ignífugas, más ligeras y resistentes.

### Casa en árbol
Una casa en el árbol es una casa o caseta de madera construida en las ramas de un árbol, o cerca del tronco de uno o varios árboles. Para glamping, las Tree houses ofrecen alojamiento original, sobre todo en los terrenos con poca infraestructura o en zonas habitadas por animales.

### Tienda de safari
Las Safari Tents son tiendas de lana, edificadas sobre una plataforma elevada, especialmente populares en el Este de África. Utilizados para los viajes de exploración y expediciones, en el glamping, encuentran su utilidad en selvas y sabanas donde junto con el alojamiento, el viajero puede contratar el safari, gestionado por los anfitriones o compañía hostelera.

### Pabellón
Los pabellones se caracterizan por su forma cónica y una estructura muy simple. Estas tiendas, llamadas también bell tents, están sujetadas por el único punto de soporte, ubicado en la parte central de la construcción. La estabilidad está reforzada gracias a la tensión de cuerdas que conectan las paredes con el suelo.

### Autocaravana
Las autocaravanas o casas rodantes son vehículos que incluyen, detrás del área del conductor, un mobiliario básico a modo de casa, homologado para ser usado como vivienda durante los viajes. En glamping, este mobiliario cobra una mayor importancia y sobre todo calidad y no necesariamente debe ser móvil, ya que se dan casos en los que se han reutilizado antiguas caravanas o vagones de trenes para el alojamiento.

### Iglú
Iglú es un refugio construido con bloques de nieve que generalmente posee la forma de cúpula. En glamping, se ha resucitado la forma de iglú adaptándola incluso a los terrenos donde la temperatura no permite la construcción de las casas de nieve originales.

### Tipi
El tipi es una tienda cónica, originalmente hecha de pieles de animales como el bisonte y popularizada por los pueblos indígenas en Estados Unidos. Actualmente, su característica forma se utiliza muy a menudo en alojamientos de glamping, sobre todo en América del Norte.

## Glampingalrededor del mundo

### África
En África hay profusión de safari tents que ofrecen un alojamiento sofisticado en medio de la naturaleza más salvaje. Kichwa Tembo Tented Safari Camp es un refugio exclusivo para los que quieran explorar la Reserva Nacional de Masái Mara, de Kenia. Las comodidades de sus tiendas se pueden combinar con los tratamientos spa que el mismo resort ofrece a los amantes de sabana.

### América del Norte
El tipo de glamping más representativo en América del Norte son sus tipis. Estas cónicas tiendas, traídas de Grandes Llanuras, se expanden actualmente no solo por la famosa meseta. En el estado de Nevada, también podemos encontrar la tradición norteamericana del tipi en forma de glamping. Mustang Monument deja a disposición del viajero sus grandes y cómodos tipis y colabora al mismo tiempo con la fundación Saving America's Mustangs. Naturaleza y lujo unidos en apoyo del medio ambiente.

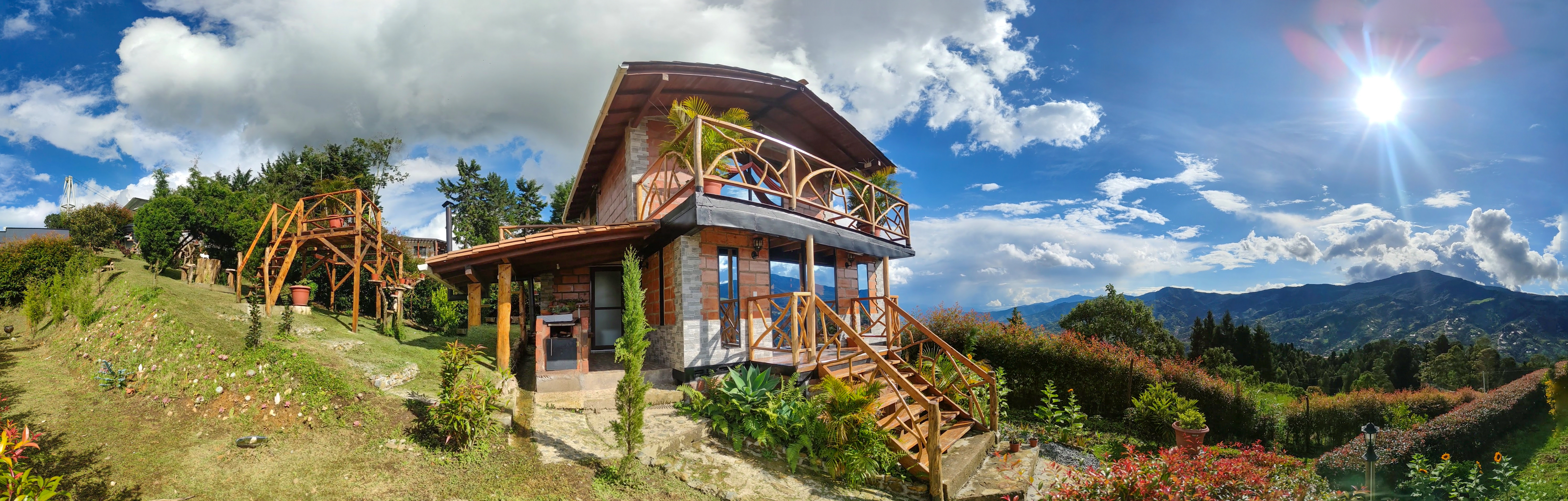
Kinsho Glamping en Medellín es una Cabaña-Glamping a 2400msnm ubicada en la zona rural de San Cristóbal en Medellín, Cerca de bosques y a pasos de una quebrada con cascada, vistas impresionantes tanto de la ciudad como del campo, cuenta con un Catamarán para echarse al sol, Baño Turco en el que podrás disfrutar de un momento relajante con productos orgánicos, Fogatera y espacios exteriores. Además, está a poca distancia del centro de Medellín

### América del Sur
América del Sur se está sumando a esta tendencia mundial y lo hace con gran glamour. EcoCamp en la Patagonia chilena es una de las primeras iniciativas de glamping en Chile. El lujoso complejo está ubicado en el corazón de Torres del Paine, uno de los parques nacionales más importantes y uno de los más grandes del país. La prestigiosa revista National Geographic calificó este terreno como el quinto lugar más hermoso del mundo. También a pocos minutos de la capital Santiago, encontramos el maravilloso Glamping La Ermita escondido en un hermoso río de la Cordillera Central.
en la Patagonia argentina, Villa La Angostura, 7 lagos se encuentra el primer glamping de Latinoamérica de carpas transparentes con domos y pirámides de vidrio, para vivir la experiencia de ver las estrellas desde la cama con el glamour de la buena hotelería de la posada Las Ramblas. 
También en Ecuador, en la región oriental, se localiza Macas Glamping como una propuesta fresca e innovadora.

### Antártida
Antártida no suele considerarse como un destino cómodo ni lujoso, pero esto ha cambiado gracias al glamping y el campamento Whichaway. La iniciativa inaugurada por White Desert es totalmente ecológica: confortables cápsulas de fibra de vidrio funcionan con Energía solar y eólica, y al final de la temporada, los iglús se desmontan siguiendo la política del mínimo impacto medioambiental.

### Asia
En Asia, las lujosas tiendas de glamping cuentan con una tradición que remonta a pueblos otomanes. Siguiendo la historia, cada tienda de Vanyavilas —de la cadena hotelera The Oberoi— cuenta con más de 80 m² para la disposición del viajero, completamente equipada y diseñada al estilo imperial. El complejo turístico está situado en el Parque nacional de Ranthambore, en la India y cada año cosecha importantes premios internacionales y excelentes críticas de sus huéspedes.

### Australia y Oceanía
En el corazón del continente australiano se encuentra Longitude 131, un resort de los más lujosos del mundo y al mismo tiempo el ejemplo estrella del glamping. Ubicado con las vistas a Ayers Rock y Kata Tjuṯa, las sagradas formaciones rocosas que forman parte del Parque nacional Uluṟu-Kata Tjuṯa, es un campamento único y exclusivo, con sus cenas gourmet bajo el cielo estrellado, gran piscina y un sinfín de comodidades.

### Europa
Europa, el paraíso de los bosques frondosos, lleva el liderazgo en el glamping en casas en árbol. Entre muchos alojamientos destaca Treehotel en Suecia. Ubicado en el bosque Harads, tan solo a una hora del aeropuerto Kallax. El complejo cuenta con 10 habitaciones y cada una de ellas está diseñada por uno de los arquitectos más prestigiosos de Suecia. The MirrowCube, una de ellas, está totalmente camuflado para los ojos de un ser humano y fácilmente identificable para los pájaros.

## Beneficios delglamping

### Enfoque ecologista
Para la construcción de sus originales alojamientos no se utiliza hormigón ni cemento, y en cambio, se opta por materiales naturales y orgánicos como madera y sus derivados, paja, bambú, corcho, lino, elementos textiles o incluso pieles animales. Tanto la energía como recursos empleados en su construcción son inferiores a los utilizados en la edificación de un hotel, por muy pequeño que sea.
En muchas ocasiones, los alojamientos tipo glamping reciclan espacios abandonados para reutilizarlos y darle un uso provechoso. Además, estos campamentos utilizan con frecuencia energías renovables, como la solar, eólica o biocombustible, por lo que el impacto ambiental es realmente bajo.

### Espacios lúdicos y pedagógicos, adecuados para la familia
Muchos sitios de glamping ofrecen varias actividades integradas en la naturaleza: excursiones por parques naturales, paseos en camellos o elefantes, clases de Yoga o meditación al aire libre. La mayoría de las yurtas, teniendo en cuenta a los más pequeños, está equipada con juegos de mesa y libros infantiles. El mismo hecho de disfrutar en plena naturaleza en familia promueve la cohesión de sus miembros y valores socioculturales. Es común que muchos campamentos de glamping enciendan sus hogueras en la noche mientras se intercambian historias, cuentos y leyendas locales.

### Turismo activo
Glamping puede ser un paraíso para los amantes de deportes de todo tipo. Actividades vinculadas a la naturaleza como senderismo, bicicleta de montaña o piragüismo son algunos de los deportes que van parejos al glamping. Esta modalidad de turismo también es propicia a los deportes de aventura: Rafting, motos de agua, circuitos de quad, escalada y muchos otros.

### Originalidad para celebraciones y eventos
Alojarse en el medio de la naturaleza en estado puro puede ser una manera atractiva y muy original para las celebraciones de todo tipo de eventos y momentos importantes de la vida. Muchos sitios de glamping ofrecen sus servicios para organizar bodas, lunas de miel, aniversarios, cumpleaños, reuniones de empresas o fiestas ocasionales.

### Turismo a medida, turismo exclusivo
Glamping es sinónimo de excelente atención al viajero. El estilo y las actividades suelen ser totalmente adaptables a los gustos y las necesidades de cada persona. Los servicios complementarios como: cocinero a disposición '24 horas', masajista, guía privado en tu lengua materna, niñera, etc. añaden más glamour y más profesionalidad a los establecimientos de glamping.
Los campamentos de glamping no solo se caracterizan por una buena dosis de intimidad en el campamento, sino que además son una alternativa demandada por su privacidad frente al turismo de masas. 

## Aspectos sostenibles
•Reducción del impacto ambiental: A diferencia de los grandes hoteles, las estructuras utilizadas en el glamping son generalmente más compactas y ligeras, lo que disminuye notablemente el uso de materiales, energía y agua tanto en su construcción como en su mantenimiento. Además, al ser estructuras plegables, su instalación es más sencilla, reduciendo aún más su huella ambiental.
• Conexión con la naturaleza: Los alojamientos de glamping suelen estar ubicados en entornos naturales, lo que permite una integración armoniosa con el paisaje y fomenta la preservación de los ecosistemas locales.
• Uso de energías renovables: Muchos sitios de glamping aprovechan fuentes de energía renovable, como la solar o la eólica, lo que disminuye su dependencia de los combustibles fósiles.
• Gestión eficiente del agua: Algunos alojamientos de glamping implementan sistemas para recolectar agua de lluvia o reutilizan aguas grises para tareas como el riego, reduciendo el consumo de agua potable.
• Apoyo a las comunidades locales: Al estar ubicados en áreas rurales, los proyectos de glamping crean oportunidades de empleo y desarrollo económico para las comunidades cercanas, contribuyendo al crecimiento sostenible de la región. 

## Glampingcomo tendencia, análisis y tamaño del mercado

### Glampingen la lengua
A la fusión de palabras glamour y camping les siguen ya sus derivados. Glampers o Glampistas son los que optan por el Glampismo, esta modalidad de disfrutar de sus vacaciones, mientras que Glaravanning combina glamour y caravanning y ofrece al viajero la cómoda y lujosa experiencia de moverse por donde le plazca con una casa a cuestas. Sus sofisticados apartamentos alcanzan hasta 45 metros cuadrados, están equipados con la tecnología pionera y todos los acabados son de lujo.

### Glampingen la cinematografía
A pesar de que el glamping es un fenómeno bastante reciente, cuenta ya con sus referencias cinematográficas. Los directores como Rob Reiner (The Bucket List, 2007) o Michael Patrick King (Sex and the City 2, 2010) enviaron a sus protagonistas de glamping. Los personajes que interpretan Morgan Freeman y Jack Nicholson incluyen “ir de glamping” en la lista de las cosas que hay que hacer antes de morir, mientras que Sarah Jessica Parker y sus amigas de Sex and the City cambian sus apartamentos en Manhattan por un lujoso glamping en medio del desierto.

### Glampingentre las celebridades
Quienes realmente lanzaron el glamping a la fama fueron las celebrities. En los medios de comunicación aparecieron fotografías de Kate Moss luciendo su estilismo festivalero en el Festival de Glastonbury, un evento de música contemporánea, danza, comedia y demás artes donde la mayoría de los asistentes acampan en el recinto del festival. La modelo se alojó en Camp Kerala, un exclusivo camping donde cada tienda cuenta con un baño privado y camas con sábanas de hilo. Scarlett Johansson y Ryan Reynolds eligieron un sitio de glamping para su luna de miel en Vancouver, mientras que Matthew McConaughey fue aún más lejos: su glamping-boda fue un hueso duro de roer para los paparazzis, ya que se celebró en su rancho privado de Texas y los invitados se alojaron en especiales tiendas equipadas con el aire acondicionado. Madonna, en cambio, prefiere el glaravanning: en sus giras por Estados Unidos utiliza una de las caravanas superlujo que actualmente ofrece el mercado. El Glamping está ganando adeptos también entre las generaciones más jóvenes: las últimas entusiastas declaraciones de Justin Bieber se suman a la moda del glamping entre los famosos.

### Glampingen el panorama del turismo mundial
En los últimos años, el glamping ha irrumpido con fuerza en el sector del turismo. Su aparición es significante sobre todo para el turismo de naturaleza que puede satisfacer a un nuevo segmento de mercado: clientes con un perfil socioeconómico medio-alto y exigentes que buscan el encuentro con la naturaleza sin renunciar a las comodidades y el confort. El desarrollo de los campamentos de lujo suele ser llevado a cabo por negocios familiares que buscan aumentar el turismo local de su zona o bien grandes hoteles de 5 estrellas, que tratan de reinventarse con un nuevo "producto". Los grupos hoteleros, al incorporar esta nueva oferta, diversifican y potencian la cartera de productos para sus clientes habituales. Según Axis Corporate, que analiza los nuevos retos del sector de lujo, el objetivo para los siguientes años consiste en evolucionar en la segmentación del mercado para conocer al cliente como individuo.
El glamping, atendiendo a las necesidades de cada cliente, es una respuesta más en esta estrategia. Las mismas conclusiones saca Amadeus en su informe El viajero experto. Tres tendencias importantes en el sector de los viajes que se están acelerando con la recesión donde apunta que las expectativas del viajero han aumentado significativamente: bien espera una experiencia totalmente en línea al reservar su viaje, bien un servicio altamente personalizado.

### Análisis y tamaño del mercado
Las empresas del sector turístico han comenzado a enfocarse en la búsqueda de alojamientos innovadores y originales. Estas estrategias permiten reducir los efectos de la estacionalidad en su rendimiento y mantener su competitividad. El glamping se ha vuelto popular debido al creciente interés por disfrutar de comodidades en entornos naturales.
En 2021, el mercado global de glamping alcanzó un valor de 2.77 mil millones de dólares, con proyecciones de crecimiento hasta 8.041 mil millones de dólares para 2029, lo que representa una tasa de crecimiento anual compuesta del 12.80% entre 2022 y 2029. El grupo de edad de “18 a 32 años” es el más grande en este mercado, impulsado en gran parte por la influencia de las redes sociales. El informe de Data Bridge Market Research incluye análisis detallados de expertos, estudios sobre importación/exportación, precios, producción, consumo y comportamiento del consumidor. 